# Departamento Pirané
Das Departamento Pirané liegt im Süden der Provinz Formosa im Norden Argentiniens und ist eine von neun Verwaltungseinheiten der Provinz. Es grenzt im Norden an das Departamento Pilagás, im Osten an die Departamentos Formosa und Laishi, im Süden an die Provinz  Chaco und im Westen an das Departamento Patiño.
Die Hauptstadt des Departamento Pirané ist das gleichnamige Pirané.

## Geographie
Der wichtigste Fluss ist der stark salzhaltige Riacho El Salado, dessen Wasser für Tiere nicht trinkbar ist. Außerdem durchfließen das Departamento die Flüsse:
- Arroyo Magaick Grande (negro)
- Arroyo Magaick Chico
- Riacho Negro
- Riacho Pilagá
- Riacho Monte Lindo, auch Ibaguay
- Riacho Monte Lindo Grande

## Klima
Das Klima ist gekennzeichnet durch heiße Sommer, angenehme Winter und wenige kalte Tage. Die Maximaltemperatur erreicht 44 Grad Celsius und die Minimumtemperatur beträgt 16 Grad Celsius. In einigen Jahren fiel sie bis 5 Grad Celsius. Die durchschnittlichen Jahresniederschläge betragen 1.100 Millimeter.

## Flora und Fauna
In den ausgedehnten Mischwäldern sind folgende Hartholzbäume verbreitet:
- Quebracho colorado
- Quebracho blanco
- Lapacho oder Tabebuia
- Urunday (Astronium fraxinifolium)
- Algarrobo

Die Fauna weist eine Vielzahl von Schlangen, Affen, Wasserschweinen und Vögeln auf. In seinen Lagunen, Sumpfniederungen und Flüssen befinden sich unter anderem folgende Fischarten: Piranha, Surubí, Tararira. In Gefahr auszusterben sind die Gürteltiere, Tukane, Kaimane und Pavo del Monte.

## Geschichte
Die Tobas nennen um 1900 die Niederungssümpfe, die von Westen nach Osten das damalige Departamento Estación km 595 (oder: km 109) bedecken Puganagay (Guaraní für: schönes und grünes Weideland).
Auf Grund einer Dürre in der Region sterben die Fische in den Niederungssümpfen ebenso wie die Krebse, Frösche und Kröten. Auf den sich ausbreitenden Gestank nach Fischen in Verwesung bezieht sich der aus dem Guaraní stammende Name Pirané (Pira = Fisch; Né = stinkend).
Durch Nationaldekret vom 7. Dezember 1927 wird dem Departamento der Name Pirané verliehen.

## Bevölkerung
Nach Schätzungen des INDEC stieg die Zahl der Einwohner im Departamento Pirané von 64.023 (2001) auf 69.406 Einwohner im Jahre 2005.

## Gemeinden
Das Departamento Pirané gliedert sich in fünf Gemeinden, zwei zweiter und drei dritter Kategorie:
- El Colorado (2. Kategorie)
- Mayor Vicente Villafañe (3. Kategorie)
- Palo Santo (3. Kategorie)
- Pirané (2. Kategorie)
- Villa Dos Trece (3. Kategorie)

Koordinaten: 25° 42′ S, 59° 6′ W